# 爺亨温泉
爺亨温泉（やきょうおんせん）、またはギヘン温泉は台湾桃園市復興区三光里にある温泉。源泉は標高260メートルの大漢渓渓谷内にある。

## 泉質
水質は透明で浴用・飲用が可能。湯温は55～65℃。pH8.1。炭酸水素イオン約936ppm、ナトリウムイオン約362ppm。中性の炭酸水素塩泉。

## 歴史
爺亨温泉は日本統治時代に復興区で発見された主要な温泉5つのうちの一つで、かつては古温泉・軍官温泉と呼ばれた。
1997年に再発見された。

## 温泉の現状
巴陵ダム(zh:巴陵壩)と栄華ダム（zh:榮華壩）の建設により爺亨温泉の源泉部は砂利に埋没してしまった。2007年の巴陵ダム決壊により川底の砂利は減少したものの、2011年現在で依然源泉は見つかっていない。
このため現在は周辺の業者が井戸を掘って温泉を供給している。